# Racing Club de France Football
Il Racing Club de France Football (conosciuta anche come Racing Paris, RCF Paris, Matra Racing, Racing Club o Racing) – conosciuto in Italia anche con il nome di Racing Club di Parigi (Racing Club de Paris fu la denominazione ufficiale della sezione calcistica fino al 2005) – è la sezione calcistica della società polisportiva francese Racing Club de France, fondata nel 1882 a Parigi.
La sezione calcistica fu fondata nel 1896; i suoi colori sociali sono il bianco e il celeste. Gioca le partite casalinghe allo stadio olimpico Yves du Manoir, più noto come stadio di Colombes, che ha ospitato la finale del campionato mondiale di calcio 1938.

## Storia
Il club affonda le sue radici nel 20 aprile 1882, quando degli studenti del  Lycée Condorcet di Parigi con lo scopo di migliorare le condizioni in cui praticavano lo sport, in particolare la corsa, fondarono il Racin Club. Questo nome fu cambiato tre anni dopo, nel 1885, divenendo ufficialmente Racing Club de France. Nello stesso anno ottennero in concessione dal commune di Parigi un terreno nel Bois de Boulogne, la Croix-Catelan, che divenne presto il cuore pulsante del più prestigioso club polisportivo dell'ovest parigino. Le sezioni di atletica leggera e tennis furono le prime a brillare.
Alla fine del XIX secolo, il Racing partecipò alla fondazione dell'Union des sociétés françaises de sports athlétiques (USFSA), sposando con fervore i principi dell'amatorialismo. Sebbene il calcio cominciasse a diffondersi in Francia, il Racing rimase inizialmente fedele al rugby. Tuttavia, già nel 1891 si registrarono attività calcistiche informali. Fu solo nel 1896 che la sezione calcio fu ufficialmente istituita.
Nel 1897 il Racing partecipò al suo primo campionato ufficiale, il campionato USFSA. I primi successi arrivarono però nel 1902, con la vittoria del campionato di Parigi e l'accesso alla finale nazionale USFSA, persa contro il Roubaix. Il trionfo nazionale giunse nel 1907, con un'epica rimonta contro il medesimo avversario grazie a una tripletta dell'inglese Astley.
Nei decenni successivi, pur senza replicare quel trionfo, il Racing consolidò il proprio prestigio a livello regionale, distinguendosi per il suo spirito aristocratico e sportivo. La prima guerra mondiale interruppe le attività: tra i caduti figura anche André Puget, uno dei pochi calciatori del Racing dell'epoca che avevano anche debuttato in nazionale.
Nel dopoguerra, il Racing si riaffermò tra i protagonisti della scena parigina, divenendo una delle quarantotto squadre a partecipare alla prima Coppa di Francia e imponendosi perla sesta volta in Ligue de Paris, nel 1919. Gli anni successivi videro un crollo del club che arrivò a retrocedere nella seconda divisione parigina. Nel 1928, Jean-Bernard Lévy, un uomo d'affari di 29 anni, divenne il presidente del club. Con lui alla guida del club esso si rafforzò grazie al reclutamento di giocatori esperti e giovani talenti come Manuel Anatol, Émile Veinante, Edmond Delfour, Raoul Diagne e l'ungherese Ferenc Lhottka.
Nel 1930 il Racing raggiunse la finale di Coppa di Francia (persa contro il Sète), mentre nel 1931 e 1932 si laureò campione di Parigi. In quegli anni nacque anche la prestigiosa tradizione delle amichevoli annuali con l'Arsenal, segno del riconoscimento internazionale acquisito.

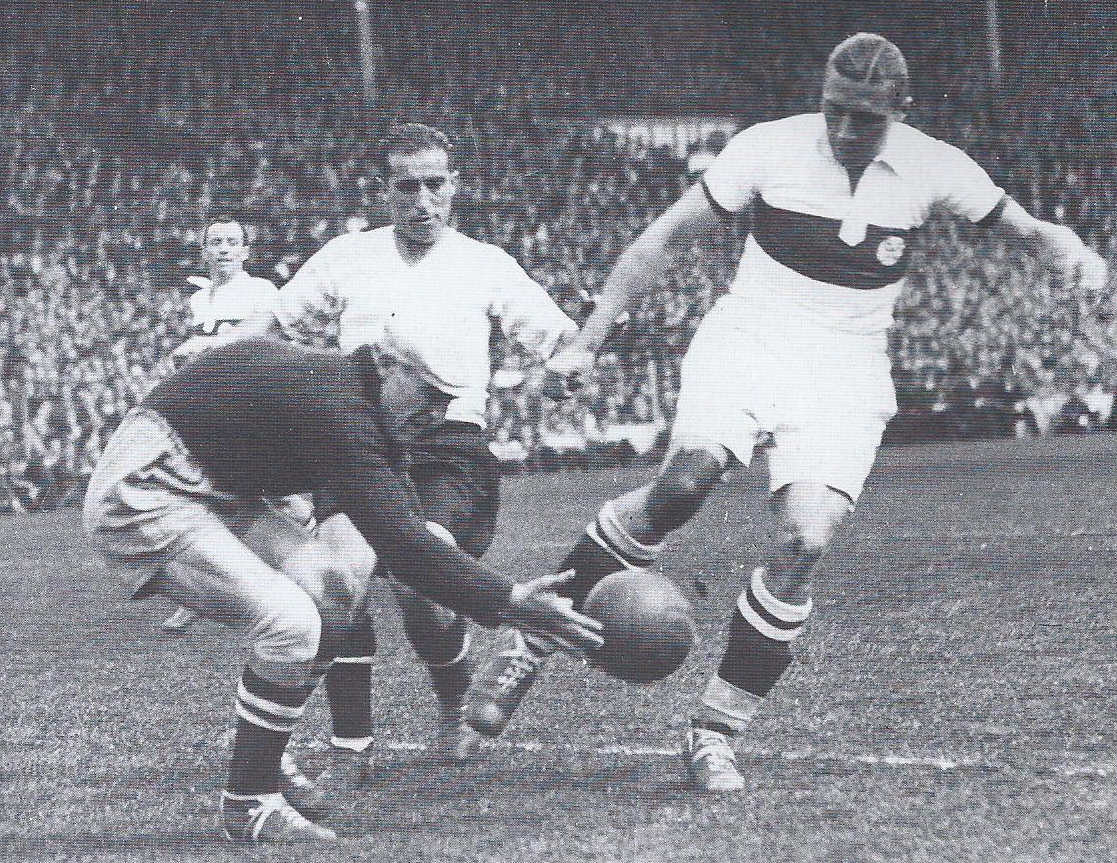
Azione di gioco della vittoriosa finale di coppa di Francia 1938-1939 contro l'.

Nel 1932, con l'avvento del professionismo, il club assunse il nome di Racing Club de Paris e fu tra i fondatori della Division 1, prendendo anche parte alla prima edizione del torneo, nella quale debuttarono l'11 settembre 1932, contro il Hyères allo Stadio Jean Bouin. L'apice giunse nel 1936: guidata dal visionario allenatore britannico George Kimpton, la squadra vinse il campionato francese  e la Coppa di Francia, realizzando uno storico double. Due ulteriori coppe furono conquistate nel 1939 e nel 1945, quest'ultima in una Parigi liberata dalla guerra.
Nel secondo dopoguerra, il Racing entrò in un lento ma inesorabile declino. Nonostante la presenza di giocatori di calibro di la squadra faticava a tenere il passo con i mutamenti del calcio moderno, ottenendo prestazioni opache in campionato che si alternarono a vittorie, come quella in coppa di Francia nel 1949. Nonostante ciò fu inevitabile la prima retrocessione in seconda serie, avvenuta al termine della stagione 1952-1953, chiusa al diciasettesimo posto.
Dopo una singola stagione i parigini tornarono in massima serie, dop oaver concluso il campionato al terzo posto dietro Olympique Lione e Troyes.
Negli anni successivi, il Racing si distingue per un gioco offensivo spettacolare, con attaccanti di grande calibro come Thadée Cisowski (capocannoniere nel 1955-1956 con 31 gol e nel 1956-1957 con 33 gol) e Pierre Grillet, e termina spesso ai vertici della classifica, senza però mai riuscire a conquistare il titolo di campione di Francia, perdendo il campionato con strette differenze di punti e reti nel 1960-1961 e nel 1961-1962.
Dagli anni Sessanta, la squadra subì un rapido declino dovuto all'invecchiamento della rosa e a problemi difensivi, che portano alla retrocessione definitiva in seconda divisione nel 1964. Successivamente, la crisi economica e la fuga dei giocatori (Francois Heutte, Joseph Ujlaki, Francis Magny nel 1964 e Guy Van Sam nel 1965) peggiorano la situazione. Per salvare lo status professionistico del Racing, il presidente Dehaye raggiunse un accordo nella primavera del 1966 con l'UA Sedan-Torcy per una fusione, che prevedeva di giocare le partite casalinghe alternativamente a Parigi e a Sedan. Tuttavia, diversi fattori impedirono il progetto: i regolamenti che non consentivano la possibilità di giocare alternativamente in due stadi, l'opposizione della federazione e l'impossibilità per due club di campionati regionali diversi di fondersi. Ciò portò il club a lasciare il professionismo nel 1966 e a tornare a disputare i campionati amatoriali.
Nei quindici anni seguenti, il Racing si mosse tra i livelli inferiori del calcio francese, alternando promozioni e retrocessioni tra le divisioni regionali e la terza serie nazionale, senza mai riuscire a ritornare stabilmente tra i professionisti. Inoltre, tentativi di fusione con altri club parigini, come il Paris FC (nel 1974) e il Paris Saint-Germain (nel 1977), falliscono.
Nel 1982, l'imprenditore Jean-Luc Lagardère acquisì il Paris FC e lo ribattezzò Racing Paris 1, avviando una fusione con il Racing Club de France che si concretizzò dopo la promozione in seconda divisione. Il nuovo progetto puntò a riportare il club ai vertici del calcio francese, e nella stagione 1983-1984 il Racing ottiene la promozione in prima divisione. Quest'ultima fu conquistata al termine di uno spareggio memorabile contro il Nizza: dopo una vittoria per 2-0 all'andata, la partita di ritorno a Colombes fu sospesa da una pioggia torrenziale nel secondo tempo. Nel secondo incontro, il Racing riuscì a prevalere ai tempi supplementari, assicurandosi così l'accesso alla finale play-off, dove affrontò e battè il Saint-Étienne.
Solo dopo una stagione il club tornò in Division 2 e per questo l'estate successiva Lagardière avviò una politica basata su grandi investimenti e acquisizioni di calciatori di alto profilo, come il libero francese Marius Trésor e il campione del mondo tedesco Pierre Littbarski. Inoltre, sempre in questo periodo il club assunse la denominazione di Mantra Racing, dal nome di un'azienda posseduta da Lagardère.
Tornato in massima serie il Racing visse una breve fase di rilancio, segnato da importanti risultati come il terzo posto in campionato nel 1986-1987. Tuttavia, non riuscì a consolidarsi in Division 1. Infatti, malgrado ingenti sforzi economici la squadra oscillò tra metà e bassa classifica fino alla stagione 1988-1989, quando la delusione per i risultati e la scarsa risposta del pubblico portarono Lagardère ad annunciare, nell'aprile 1989, il ritiro del suo sostegno al club.
Nonostante ciò, la squadra concluse la stagione mantenendo il posto in campo, ma con la cessione dei giocatori chiave e la garanzia finanziaria assicurata da Lagardère, il club, nel mentre ritornato al nome Racing Paris 1, fu retrocesso in Division 2. Paradossalmente, in quell'anno il Racing compì un'eccezionale cavalcata in Coppa di Francia, raggiungendo la finale che lo vide però sconfitto 2-1 ai tempi supplementari dal Montpellier.
Dopo il rifiuto di un sussidio comunale e la mancanza di nuovi partner finanziari, nel giugno 1989 il presidente subentrante Jean-Louis Piette decise la retrocessione volontaria in Division 3 per evitare il fallimento. Si concluse così la seconda esperienza professionistica del Racing, che tornò a Colombes nel 1991 e fu rinominato Racing 92, con lìobiettivo di risalire le categorie. Tuttavia, le riforme dei campionati portarono il club a militare nella quarta divisione dal 1993.
Il club rischiò di scomparire, ma grazie a un sostegno finanziario ridotto da parte del Consiglio Generale e della polisportiva del Racing Club de France proseguì la sua attività, vivendo una stagione da sogno con la promozione in terza serie e un sorprendente cammino fino ai quarti di finale di coppa, dove fu eliminato dall'Auxerre. Dopo un rapido declino, nel 1995 il Racing 92 rischiò nuovamente la chiusura, ma fu salvato dal ritorno dell'RCF, che riprese il controllo e ribattezzò la squadra RCF 92.
Nel 1996 un potenziale investitore, Alain Afflelou, scelse però di puntare su un altro club, mentre il Racing ottenne un aumento del sussidio e continuò a lottare nei campionati dilettantistici. Nel 1997 ottenne la promozione nel Championnat National e manifestò l'ambizione di tornare in Division 1, con l'idea di stabilirsi allo Stade de France, ma il progetto non si concretizzò.
Alla fine degli anni Novanta, nonostante un forte impegno economico sotto la guida di Gilles Dumas, che rinominò il club Racing Club de Paris e attirò sponsor importanti come France Télécom , il Racing non riuscì a risalire oltre la National. Il club ottenne qualche successo in coppa, ma fu travolto da problemi finanziari e nel 2002 retrocesse amministrativamente in quarta serie. Dopo alterne fortune e cambi di proprietà, il Racing visse un'ulteriore grave crisi finanziaria nel 2004-2005, culminata nella liquidazione della SASP e nella sua esclusione dai campionati nazionali.
Rifondato dal Racing Club de France, il club ripartì dalla CFA, ma senza poter evitare ulteriori retrocessioni fino a scendere alle divisioni regionali.
Nel 2009, per evitare nuovamente il fallimento, il Racing si unì al Levallois, formando il Racing Club de France–Levallois 92. Il club mantenne colori e tradizione, trasferendosi a Levallois-Perret. Tuttavia, nel 2010 la Direction nationale du contrôle de gestion decretò la retrocessione in quinta serie per mancanza di garanzie finanziarie.
Nel 2012 si concluse il partenariato con Levallois, e la sezione venne ridondata con il nome Racing Club de France Football, tornando a Colombes e ripartendo dalle serie regionali.
Nel 2017 il club è tornato in quinta serie e nel 2018 è passato sotto la presidenza di Patrick Norbert, già presidente dell'Angers tra il 2003 e il 2006, che nel giro di pochi anni riporta il club in Championnat National 2, la quarta serie, dopo la vittoria del proprio girone nel 2021-2022.

## Colori e simboli

### Stemma

Stemma in uso dal 1981 al 1984
Stemma in uso dal 1999 al 2005
Stemma in uso dal 2022

## Allenatori e presidenti

### Allenatori
- 1932-1933  Jimmy Hogan
- 1933-1934  Peter Farmer
- 1934-1935  Curtis Booth
- 1935-1938  George Kimpton
- 1938-1940  Élie Rous
- 1942-1943  Émile Veinante
- 1943-1944  Robert Fischer
- 1944-1952  Paul Baron
- 1952-1953  Paul Baron (1º lug. - 5 set.)
 Auguste Listello (6 set. - 30 apr.)
 Auguste Jordan (1º mag. - 30 giu.)
- 1953-1958  Auguste Jordan
- 1958-1962  Pierre Pibarot
- 1962-1963  Pierre Pibarot (1º lug. - 4 mar.)
 André Jeampierre (5 mar. - 30 giu.)
- 1963-1964  André Jeampierre
- 1964-1965  Paul Baron
- 1965-1966  Lucien Troupel
- 1966-1967  Aimé Durbec
- 1967-1968  Tandar
- 1968-1975  Paul Jurilli
- 1975-1981  Jean-Marie Lawniczak
- 1981-1982  Jean-Michel Larqué
- 1982-1984  Alain de Martigny
- 1984-1985  Victor Zvunka
- 1985-1986  Silvester Takač
- 1986-1987  Silvester Takač (1º lug. - 4 ott.)
Victor Zvunka (5 ott. - 30 giu.)
- 1987-1989  Artur Jorge
- 1989-1990  Henryk Kasperczak
- 1990-1992  Luc Bruder
- 1992-1993  Camille Choquier
- 1993-2000  Jean-Marie Lawniczak
- 2000-2001  Jean-Michel Cavalli
- 2001-2002  Jean-Michel Cavalli (1º lug. - gen.)
 Régis Roch (gen. - 1º mag.)
 Jean-Guy Wallemme (2 mag. - 30 giu.)
- 2002-2003  Jean-Guy Wallemme
- 2003-2004  Jean-Guy Wallemme (1º lug. - 3 gen.)
 Kamel Djabour (4 gen. - 30 giu.)
- 2004-2005  Nöel Tosi (1º lug. - 4 ago.)
 Eric Santamaria (4 ago. - 1º ott.)
 Robert Buigues (1º ott. - 31 dic.)
 Stéphane Paille (5 gen. - 30 giu.)
- 2005-2008  Frédéric Lipka
- 2008-2010  Ali Tabti
- 2010-2013  Azzedine Meguellatti
- 2013-2014  Didier Tardiveau
- 2014-2015  Manuel Abreu
- 2015-2016  Manuel Abreu (1º lug. - 26 ott.)
 Armand Bouzaglou (27 ott. - 30 giu.)
- 2016-2017  Armand Bouzaglou
- 2017-2018  Armand Bouzaglou (1º lug. - ott.)
 Alexandre Gavache (ott. - 27 mag.)
 Abdellah Mourine (28 mag. - 30 giu.)
- 2018-2019  Abdellah Mourine (1º lug. - 5 dic.)
 Emmanuel Trégoat (4 gen. - 3 giu.)
 Guillaume Norbert (3 giu. - 30 giu.)
- 2019-  Guillaume Norbert

### Presidenti
Argomento "squadre di calcio francesi" non riconosciuto. Per vedere le categorie esistenti fai clic su "►": 

## Palmarès

### Competizioni nazionali
- Campionato francese: 1

1935-1936
- Coppa di Francia: 5

1935-1936, 1938-1939, 1939-1940, 1944-1945, 1948-1949
- Campionato francese di seconda divisione: 1

1985-1986 (girone B)
- Championnat National 3: 2

2006-2007, 2021-2022

### Competizioni regionali
- Ligue de Paris Île-de-France de football: 4

1930-1931, 1931-1932, 1943-1944, 1972-1973

### Competizioni giovanili
- Coppa Gambardella: 2

1959, 1987
- Torneo Internazionale Under-19 Bellinzona: 1

1953

### Altri piazzamenti
- Campionato francese:

Secondo posto: 1960-1961, 1961-1962
Terzo posto: 1932-1933, 1934-1935, 1936-1937, 1938-1939, 1958-1959, 1959-1960
- Coppa di Francia:

Finalista: 1929-1930, 1949-1950, 1989-1990
Semifinalista: 1920-1921
- Coppa Charles Drago:

Semifinalista: 1953
- Campionato francese di seconda divisione:

Secondo posto: 1983-1984 (girone B)
Terzo posto: 1953-1954